# آيزونيازيد/بيريدوكسين/سلفاميثوكسازول/تريميثوبريم
آيزونيازيد/بيريدوكسين/سلفاميثوكسازول/تريميثوبريم ويُعرف اختصارًا (INH/B6/CTX)، هو دواء مركب بجُرعة ثابتة لمنع العدوى الانتهازية بمرض الإيدز. يجمع هذا الدواء بين آيزونيازيد، وبيريدوكسين، وسلفاميثوكسازول، وتريميثوبريم. يستخدم خصوصًا في علاج السل، وداء المقوسات، وذات الرئة، والملاريا، وداء متماثلات البوائغ. يؤخذ عن طريق الفم.
قد تتضمن الآثار الجانبية صعوبة في التركيز، وخدر، وقيء، وطفح جلدي. قد تحدث أيضًا آثارٌ جانبيةٌ خطيرة، وتتضمن أمراض في الكبد. يجب توخي الحذر في الأشخاص المصابين عوز سداسي فوسفات الجلوكوز النازع للهيدروجين (G6PD deficiency). على الرغم من أنهُ لم يُدرس جيدًا، إلا أنه لا بأس باستخدامه أثناء الحمل.
يُعتبر هذا الدواء ضمن قائمة الأدوية الأساسية النموذجية لمنظمة الصحة العالمية، وهي قائمة بالأدوية المطلوبة والأكثر فعالية وأمانًا في النظام الصحي. يُقدر أن التكلفة السنوية لاستخدامه في العلاج حوالي 15 دولار أمريكي في الدول النامية في 2016. تتضمن الفائدة قدرة المريض على أخذ عدد أقل من حبوب الدواء، إلا أنه من غير الواضح إذا ما كان هذا الإصدار يغير من التزام المرضى بالعلاج. ولكن على الرغم من هذا، إلا أنه توجد دراساتٌ أخرى وجدت أن الأدوية المركبة بجرعةٍ ثابتة مفيدةٌ لهذا الغرض.